# Charles James (Diplomat)
Charles Alexander James (* 6. Juni 1922 in Washington, D.C.; † 2006) war ein US-amerikanischer Anwalt und Diplomat.

## Leben
Der Afroamerikaner Charles James wurde früh zum Waisen. Er verbrachte seine Kindheit in verschiedenen Pflegestellen, bis er zu einer Tante nach Philadelphia zog, wo er öffentliche Schulen besuchte. Er ging ein Jahr lang auf das Westchester State Teachers College, bevor er während des Zweiten Weltkriegs drei Jahre lang der United States Navy angehörte. James machte 1949 einen Bachelor of Arts am Middlebury College und 1952 einen Bachelor of Laws an der Yale Law School, an der er als einer der ersten Afroamerikaner zugelassen worden war.
Danach praktizierte er zehn Jahre lang als Anwalt in Sacramento und Stockton. Er war der erste nicht-weiße Anwalt im San Joaquin County. Zudem wirkte er als Präsident der National Association for the Advancement of Colored People für Kalifornien und Nevada. James wurde 1962 Assistant Attorney General für Kalifornien. Ab 1964 arbeitete er in leitenden Funktionen für das Peace Corps in Ghana und Uganda, gefolgt von Verwaltungstätigkeiten für die United States Agency for International Development in Thailand und Vietnam.
James trat 1974 in den Dienst des Außenministeriums der Vereinigten Staaten, für das er zunächst bis 1976 als stellvertretender Assistant Secretary of State for African Affairs tätig war und die Delegation der Vereinigten Staaten bei der Wirtschaftskommission für Afrika leitete. Präsident Gerald Ford ernannte Charles James 1976 als Nachfolger von Douglas Heck zum Botschafter der Vereinigten Staaten in Niger. In dieser Funktion wurde er 1979 von James Bishop abgelöst. Im selben Jahr ging er beim Außenministerium in den Ruhestand.
Später arbeitete James wieder für die United States Agency for International Development, so 1981 in Pakistan, sowie 2004 erneut für das Peace Corps in Ghana. Im Jahr 2005 übersiedelte er auf die Philippinen.
Charles James war verheiratet und hatte vier Kinder.

## Ehrungen
- Ehrendoktor der Rechte des Middlebury College (1977)[3]